# Samuel Short
Samuel „Sam“ Jack Short (* 17. September 2003 im Bundesstaat Queensland) ist ein australischer Schwimmer. Er gewann bis 2023 bei Weltmeisterschaften einmal Gold, zweimal Silber und einmal Bronze. Bei Commonwealth Games erhielt er je eine Gold- und Silbermedaille.

## Sportliche Karriere
Samuel Short ist seit 2018 bei australischen Altersklassenmeisterschaften dabei. 2022 gewann er seinen ersten Titel in der Erwachsenenklasse, als er australischer Meister über 1500 Meter Freistil wurde. Bei den Weltmeisterschaften 2022 in Budapest verpasste Short über 800 Meter Freistil als Vorlaufneunter die Finalteilnahme um weniger als eine Sekunde. Im Finale der 4-mal-200-Meter-Freistilstaffel schlugen die Australier in der Besetzung Elijah Winnington, Zac Incerti, Samuel Short und Mack Horton als Zweite an, hatten aber über drei Sekunden Rückstand auf die Staffel aus den Vereinigten Staaten. Über 1500 Meter Freistil wurde er 14. der Vorläufe. Kurz darauf gewann Short bei den Commonwealth Games in Birmingham die Silbermedaille über 400 Meter Freistil mit zwei Sekunden Rückstand auf Elijah Winnington, auf dem dritten Platz sorgte Mack Horton für die dritte australische Medaille. Über 1500 Meter Freistil siegte Short einige Tage später mit drei Sekunden Vorsprung vor dem Nordiren Daniel Wiffen.
2023 siegte Short bei den australischen Meisterschaften über 400 Meter, 800 Meter und 1500 Meter Freistil. Im Juli bei den Weltmeisterschaften in Fukuoka gewann Short über 400 Meter Freistil mit 0,02 Sekunden Vorsprung vor dem Tunesier Ahmed Hafnaoui, anderthalb Sekunden hinter den beiden schlug der Deutsche Lukas Märtens als Dritter an. Drei Tage später siegte Ahmed Hafnaoui über 800 Meter Freistil mit 0,76 Sekunden vor Samuel Short, der seinerseits 0,91 Sekunden vor dem drittplatzierten Robert Finke aus den Vereinigten Staaten lag. Über 1500 Meter Freistil gewann Hafnaoui mit 0,05 Sekunden Vorsprung vor Finke, Short erschwamm mit fast sechs Sekunden Rückstand die Bronzemedaille.
Im Jahr darauf bei den Olympischen Spielen in Paris wurde Short über 400 Meter Freistil Vierter mit 0,14 Sekunden Rückstand auf den Drittplatzierten. Über 800 Meter Freistil fehlten ihm als Vorlaufneuntem über zwei Sekunden zum Finaleinzug. Schließlich wurde er über 1500 Meter Freistil 13. der Vorläufe.